# Щаповський сільський округ
Ща́повський сільський округ (каз. Щапов ауылдық округі, рос. Щаповский сельский округ) — адміністративна одиниця у складі Байтерецького району Західноказахстанської області Казахстану. Адміністративний центр — село Щапово.
Населення — 2051 особа (2021; 1547 у 2009, 1360 у 1999, 1633 у 1989).
Станом на 1989 рік існувала Щаповська сільська рада (село Щапово), село Балаган перебувало у складі Кушумської сільської ради. 2013 року село Жанатан Кушумського сільського округу передано до складу Щаповського сільського округу.

## Склад
До складу округу входять такі населені пункти:
| Населений пункт | Старі назви | Населення, осіб (1989) | Населення, осіб (1999) | Населення, осіб (2009) | Населення, осіб (2021) |
| --------------- | ----------- | ---------------------- | ---------------------- | ---------------------- | ---------------------- |
| Жанатан, село   | Балаган     | 391                    | 374                    | 342                    | 328                    |
| Щапово, село    | -           | 1242                   | 986                    | 1205                   | 1723                   |